# John Mekoa
Ramakgobotla John 'Johnny' Mekoa (Etwatwa, Benoni, 11 april 1945 - Crystal Park, Benoni, 3 juli 2017) was een Zuid-Afrikaanse jazzmuzikant. Hij speelde trompet en bugel en was muziekpedagoog.

## Biografie
Mekoa werd er in 1964 op racistische gronden van weerhouden een muziekstudie te volgen. Door bemiddeling van zijn buurman Caiphus Semenya kwam hij in contact met de jazzmusici Barney Rachabane en Pat Matshikiza. Hij begon toen in nachtclubs in Johannesburg te werken als professioneel muzikant. In 1970 werd hij lid van Victor Ndlazilwana's Jazz Ministers, die albums als Nomvula's Jazz Dance en Zadive opnamen. Na de dood in 1978 van Ndlazilwana ging hij diens band leiden en trad hij hiermee op tijdens het Newport Jazz Festival. Hij toerde begin jaren 90 met Abdullah Ibrahim in Europa. Tevens werkte hij met Jonas Gwangwa, Hugh Masekela, Winston Mankunku en Victor Ntoni.
In 1991 kon hij eindelijk aan de University of Natal studeren. Met een Fulbright-beurs zette hij aan de Indiana University zijn studie voort (Master). Terug in Zuid-Afrika richtte hij in een township bij Kaapstad de Gauteng Music Academy op. Met het door hem geleide Music Academy of Gauteng Jazz Orchestra trad hij ook in Europa en Amerika op. Met de MAG Big Band begeleidde hij de zangers Kevin Mahogany (2004) en Everett Greene (2005). Hij was president van de South African Association for Jazz Education.

## Prijzen en onderscheidingen
Mekoa kreeg het eredoctoraat van de University of Pretoria en de University of South Africa voor zijn bijdragen aan de muziek. Tevens werd hij geëerd met een Life Achievement Award van de Zweedse jazzfederatie en meerdere prijzen van de grootstedelijke gemeente Ekurhuleni. In 2015 kreeg hij de Zuid-Afrikaanse ACT Lifetime Achievement Award for Arts Advocacy. De president van Zuid-Afrika verleende hem de Order of Ikhamanga (zilver).

## Discografie (selectie)
- The Ministers Live at the Newport Jazz Festival 1976 (Gallo 1976)
- Abdullah Ibrahim  Mantra Mode (Enja 1991, met Basil Coetzee, Robbie Jansen, Errol Dyers, Spencer Mbadu, Monty Weber)
- Jonas Gwangwa A Temporary Inconvenience (Epic, 2000)